# Mawjoudin Queer Film Festival
Das Mawjoudin Queer Film Festival (arabisch مهرجان موجودين للأفلام الكويرية, DMG Mahraǧān Mauǧūdīn li-l-Aflām al-Kuwīriyya) ist ein jährlich stattfindendes Filmfestival in Tunesien, das queere Filme für die LGBT-Community zeigt. Es existiert seit 2018 und ist das erste queere Filmfestival in Tunesien und ganz Nordafrika. Die tunesische Menschenrechtsorganisation Mawjoudin („Wir existieren“) organisiert das Festival. Der Fokus liegt auf Filmen, die queere Realitäten im Globalen Süden zeigen.

## Motivation
Das Festival will einen Raum für queere Menschen fern von Heteronormativität und Homophobie schaffen. Aus Sicherheitsgründen wird der Veranstaltungsort nicht öffentlich angekündigt; interessierte Menschen müssen mit den Organisatoren in Kontakt treten, um teilnehmen zu können.
Die Organisatoren sehen das Festival als Aktivismus: „Wir versuchen nicht nur vor Gericht zu kämpfen, sondern auch durch Kunst.“

## Geschichte
Das erste Festival fand vom 15. bis 18. Januar 2018 in Tunis statt. Es erhielt finanzielle Unterstützung von der Berliner Hirschfeld-Eddy-Stiftung. 12 Kurz- und Langfilme wurden ausgestrahlt, aber auch Konzerte, Diskussionen und Paneldebatten zum Thema „Queer als Kunst“ und „Queer als Widerstand“ fanden statt.
Die zweite Ausgabe findet vom 22. bis 25. März 2019 im Zentrum von Tunis statt. Insgesamt 31 Filme aus verschiedenen Ländern des Globalen Südens sollen ausgestrahlt werden. Performances, Diskussionen und ein Theaterworkshop zu queerem Theater finden ebenfalls statt.